# Giovanni Battista Caproni
Giovanni Battista Caproni, primeiro Conde de Taliedo (1886-1957), conhecido como "Gianni" Caproni, foi um engenheiro aeronáutico, engenheiro civil e engenheiro elétrico italiano, além de designer de aviões e fundador da companhia aeronáutica “Caproni”.

## Primeiros Anos e Educação
Caproni nasceu em 3 de julho de 1886 na comuna de Massone, norte da Itália, que na época pertencia ao Império Austro-Húngaro mas que acabou se tornando parte da Itália em 1919, após a Primeira Guerra Mundial. Em 1907 ele se graduou em engenharia civil pela Universidade Técnica de Munique. Um ano depois, concluiu seu doutorado em engenharia elétrica pela Universidade de Liège.

## Carreira
Em 1908, ele fundou uma fábrica da Caproni no distrito de Taliedo, em Milão, para a fabricação de biplanos. Em 1909, inaugurou um aeroporto industrial perto da Fazenda Malpensa (Cascina Malpensa), que atualmente é o Aeroporto de Milão-Malpensa, para fabricar e testar seus aviões. Em 1910, desenhou e construiu o Caproni Ca. 1, um biplano experimental, seu primeiro avião e o primeiro a ser construído na Itália. Essa aeronave teve seu fim durante o seu primeiro voo, em 27 de maio do mesmo ano. 
Em 1911, Caproni renomeou sua companhia para Società de Agostini e Caproni, se voltando para a construção de monoplanos, com que teve maior sucesso. Em 1914, ele testou o primeiro avião multimotor da Itália, um biplano trimotor que posteriormente recebeu o nome de Caproni Ca. 31. Após a entrada italiana na Primeira Guerra Mundial em 1915, ele concentrou seus esforços em projetar e construir bombardeiros. Nesse período, sua companhia trocou de nome novamente, dessa vez mudando para Società Caproni e Comitti. 
Caproni foi um dos primeiros a propor o desenvolvimento de aviões para transporte de passageiros, criando uma variante do bombardeiro Ca. 4, o avião de passageiros Ca. 48. Embora causador de uma boa impressão no público, essa aeronave nunca entrou em serviço numa linha aérea. Em 2 de agosto de 1919, um Ca. 48 sofreu um acidente perto da cidade de Verona, matando todos que estavam à bordo (14, 15 ou 17 pessoas, de acordo com vários fontes). Esse acidente foi o primeiro desastre da aviação comercial italiana e um dos primeiros acidentes de um avião de passageiros da história, sendo na época o mais fatal. Em 1921, Caproni construiu o protótipo de um gigantesco hidroavião transatlântico de passageiros, o Caproni Ca. 60 Noviplano, com capacidade para transportar 100 passageiros, contudo, ele se provou instável e sofreu um acidente no seu segundo voo. O engenheiro italiano também projetou planadores.
No período entreguerras, sua atenção se voltou para o design e a produção de bombardeiros e de aeronaves leves de transporte, com sua companhia fabricando os aviões experimentais Stipa-Caproni e Caproni Campini N.1, precursores dos verdadeiros aviões a jato. Durante esse período, sua companhia se tornou a Società Italiana Caproni, um conglomerado que comprou outras fabricantes, criando subsidiárias que incluíam a Caproni Bergamasca e a Caproni Vizzola, embora seja importante afirmar que a afirmação que Caproni também comprou a empresa Reggiane para formar a subsidiária "Caproni Reggiane" seja um mito. Ainda no período entreguerras, Caproni recebeu o título de Conde de Taliedo (Conte di Taliedo).
A companhia de Caproni produziu aeronaves para a Regia Aeronautica (Força Aérea Real Italiana) durante a Segunda Guerra Mundial, com um foco em bombardeiros, aviões de transporte, hidroaviões e aviões de treino, embora a subsidiária Caproni Vizzola também se envolveu na construção de vários protótipos de caças. 
O conglomerado Società Italiana Caproni cessou suas operações em 1950, embora o seu último vestígio, a subsidiária Caproni Vizzola, sobreviveu até 1983.

## Morte e Legado
Caproni morreu em Roma em 27 de outubro de 1957. Seus restos mortais foram transferidos para sua cidade natal de Massone onde foi enterrado no cemitério da família. 
Em 1983, Caproni foi introduzido no Hall da Fama Internacional do Ar e do Espaço (International Air & Space Hall of Fame) no Museu Aeroespacial de San Diego.